# Jemma Redgrave
Jemma Redgrave (14 de enero de 1965, Londres, Inglaterra) es una actriz británica. 

## Biografía
Integrante de la cuarta generación de la dinastía de actores Redgrave. Nieta de Sir Michael Redgrave y Rachel Kempson, es la hija de Corin Redgrave y Deirdre Hamilton-Hill. Su hermano es Luke Redgrave y sus dos medio hermanos Arden  y Harvey Redgrave. Es sobrina de Vanessa Redgrave y Lynn Redgrave y prima de Joely Richardson, Carlo Nero y Natasha Richardson.
Egresó de la Royal Academy of Dramatic Art y actuó en teatro en Tres hermanas de Antón Chejov en 1985 junto a sus tías Vanessa y Lynn.
Se dio a conocer como Eve Granger en Cold Blood, de la televisión británica y como Dra. Eleanor Bramwell en Bramwell, y Eleanor en The Buddha of Suburbia.
En teatro actúa en la temporada 2009 en The Great Game en el Tricycle Theatre de Londres

## Vida privada
Casada con el abogado QC (consejero real) Tim Owen, es madre de Gabriel y Alfie.

## Filmografía
- A Time to Die (1988) - Violette Charbonneau
- Tales of the Unexpected
- Dream Demon (1988) - Diana
- The Trials of Oz (1991 TV) - Caroline Coon
- Howards End (1992) - Evie Wilcox
- The Buddha of Suburbia (1993 TV) - Eleanor
- Bramwell (1995 TV ) - Dr. Eleanor Bramwell
- Bramwell II (1996 TV mini-series) - Dr. Eleanor Bramwell
- Bramwell III (1997 TV series) - Dr. Eleanor Bramwell
- Bramwell IV (1998 TV series) - Dr. Eleanor Bramwell
- Bramwell: Our Brave Boys (1998 TV movie) - Dr. Eleanor Bramwell
- Bramwell: Loose Women (1998 TV movie) - Dr. Eleanor Bramwell
- Mosley (1998 TV) - Cimmie Curzon
- The Acid House (1998) -
- Bramwell V (2000 TV series) - Dr. Eleanor Bramwell
- Blue Murder (2000 TV) - Gale
- Fish (2000 TV series) - Joanna Morgan
- Judge John Deed (2001 TV series) - Francesca Rochester
- The Swap (2002 TV ) - Jen Forrester
- My Family (TV series)
- I'll Be There (2003) - Rebecca Edmonds
- The Inspector Lynley Mysteries (TV series)
- Amnesia (2004 TV) - Jenna Dean
- The Grid (2004 TV mini-series) - MI6 Agent Emily Tuthill
- Tom Brown's Schooldays (2005 TV) - Mary Arnold
- Like Father Like Son (2005 TV) - Dee Stanton
- Lassie (2005) - Daisy
- Inspector Lewis (2006 TV) - Trudi Griffon
- Mansfield Park (2007 TV) - Mrs. Bertram
- The Relief of Belsen (2007 TV docudrama) - Jean McFarlane
- Waking The Dead (2007 TV serie) - Sophie Harris
- Marple: Murder is Easy (2008 TV film) - Jessie Humbleby
- Doctor Who (2012 - 2022) - Kate Stewart - 9 episodios (El poder de tres, El día del Doctor, Muerte en el cielo, El aprendiz de mago, La invasión Zygon, La inversión Zygon, Survivors of the Flux, The Vanquishers y The Power of the Doctor.)